# Furesjön (Nösslinge socken, Halland)
Furesjön är en sjö i Varbergs kommun i Halland och ingår i Himleåns huvudavrinningsområde. Sjön är 30 meter djup, har en yta på 0,442 kvadratkilometer och är belägen 105,8 meter över havet. Sjön avvattnas av vattendraget Himleån. Vid provfiske har abborre, gädda och sik fångats i sjön.

## Delavrinningsområde
Furesjön ingår i det delavrinningsområde (634579-130542) som SMHI kallar för Utloppet av Furesjön. Medelhöjden är 120 meter över havet och ytan är 1,58 kvadratkilometer. Det finns inga avrinningsområden uppströms utan avrinningsområdet är högsta punkten. Avrinningsområdets utflöde Himleån mynnar i havet. Avrinningsområdet består mestadels av skog (70 procent). Avrinningsområdet har 0,44 kvadratkilometer vattenytor vilket ger det en sjöprocent på 28 procent.